# منصور أباد (أرومية)
منصور أباد (بالكردية: مەنسوورابات) هي إحدى القرى التابعة لـمرغور في ريف قسم سيلوانه من مقاطعة أرومية، في محافظة أذربیجان الغربیة الإيرانية.

## السكان
حسب إحصاءات سنة 2006، بلغ إجمالي السكان في منصورابات 716 نسمة وعدد المساكن 111 مسكن. لغة سكان منصورابات هي اللغة الكردية و هم من أهل السنة والجماعة والمذهب الشافعي.